# Ilich Ramírez Sánchez
Ilich Ramírez Sánchez, més conegut com a Carlos «el Xacal» (nascut a Michelena, estat Táchira, Veneçuela, el 12 d'octubre de 1949), és un militant revolucionari classificat sovint de terrorista. El seu pare, un advocat marxista va anomenar als seus fills Wladimir, Ilich i Lenin. Va entrar al moviment comunista el 1955 i va estudiar a Cuba, Anglaterra i la Unió Soviètica. Expulsat de la universitat Lumumba el 1970 va anar al Líban i va ingressar al Front Popular per a l'Alliberament de Palestina (FPAP).
La seva primera acció coneguda és l'intent d'assassinat, el 30 de desembre de 1973, de Joseph Edward Sieff, amo de les botigues Marks & Spencer i president de 
la Federació Sionista Britànica en revenja per la mort d'un activista pel Mossad israelià. El 1974 residia a París, i va cometre suposadament alguns atemptats (un d'ells amb dos morts); va haver de fugir el 27 de juny de 1975 després de matar dos policies (i ferint un tercer) i el seu contacte a França, un libanès que l'havia delatat portant els tres policies on es trobava. Va ser condemnat en absència per aquest triple assassinat a cadena perpètua pel Tribunal de París, el 24 de desembre de 1997. Va poder arribar a Beirut.
Va assolir notorietat pública després de la seva incursió a la seu oficial d'Organització de Països Exportadors de Petroli a Viena el 21 de desembre de 1975 amb membres de la Fracció de l'Exèrcit Roig prenent nombrosos ostatges dels que va matar tres, i va exigir la lectura d'un comunicat o executaria un ostatge cada 15 minuts; les autoritats austríaques van accedir; llavors li van donar un avió per fugir a Alger amb 42 ostatges. Allí els ostatges foren alliberats i els autors dels fets van rebre asil polític; sembla que a canvi de no executar a dos ostatges rellevants va rebre diners d'Iran o d'Aràbia Saudita, però això li va costar l'expulsió del FPLP. El 1976 fou detingut a Iugoeslàvia i enviat a Bagdad d'on va poder passar a Aden. Alli va fundar l'Organització de Lluita Armada, amb libanesos, sirians i alemanys i va contactar amb els serveis secrets alemanys orientals que li van facilitar infraestructura a Berlín Oriental i el va emprar suposadament per diversos atemptats, alguns reivindicats en revenja a atacs contra els palestins. Hauria també servit al règim romanès per eliminar dissidents fora del país, i per grups palestins; el 18 de gener de 1982 va fallar en la destrucció del reactor nuclear francès Superphénix. Després de la seva dona a França, va viure a Hongria (1982-1985) i va ser rebutjat a l'Iraq, Líbia i Cuba, trobant algun suport a Síria que no obstant no el va deixar operar i el 1990 el va acabar expulsant. Va marxar al Sudan on va viure fins al 1994 quan fou segrestat a Khartum amb consentiment de les autoritats, per agents francesos que el van portar a París. Per molts anys havia estat entre els fugitius més buscats a nivell internacional.
El seu primer judici va començar el 1997. En l'actualitat compleix cadena perpètua a la presó de La Santé de París per l'assassinat de dos agents francesos del Dst (contraespionatge) i un presumpte informant. El 2007 es va ordenar un nou judici per altres càrrecs que va començar el 2011; Carlos nega la implicació i el coneixement dels fets. De fet es sospita que nombroses atemptats sense reivindicació li foren atribuïts durant anys.

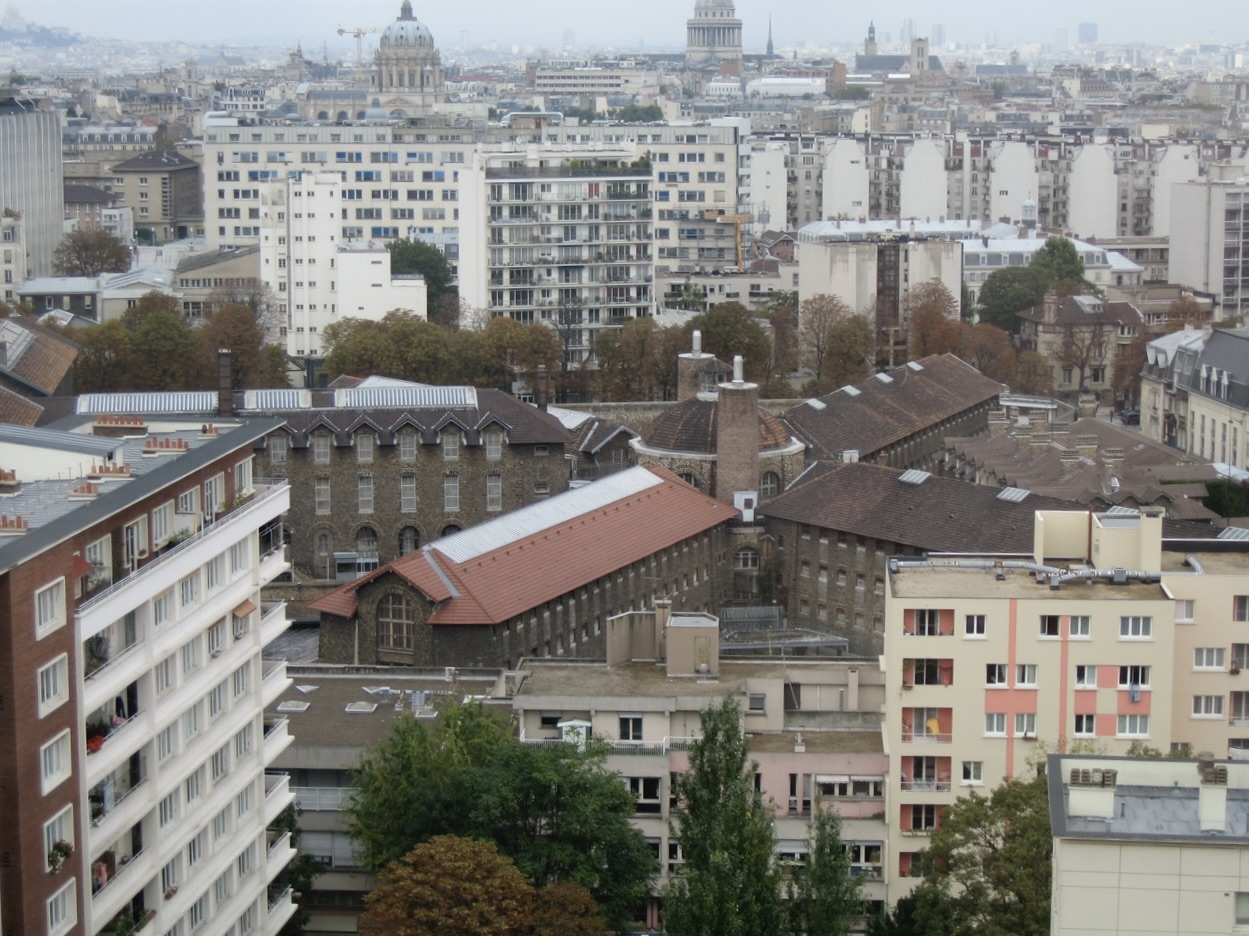
Carlos està empresonat a la Santé a Paris (centre).

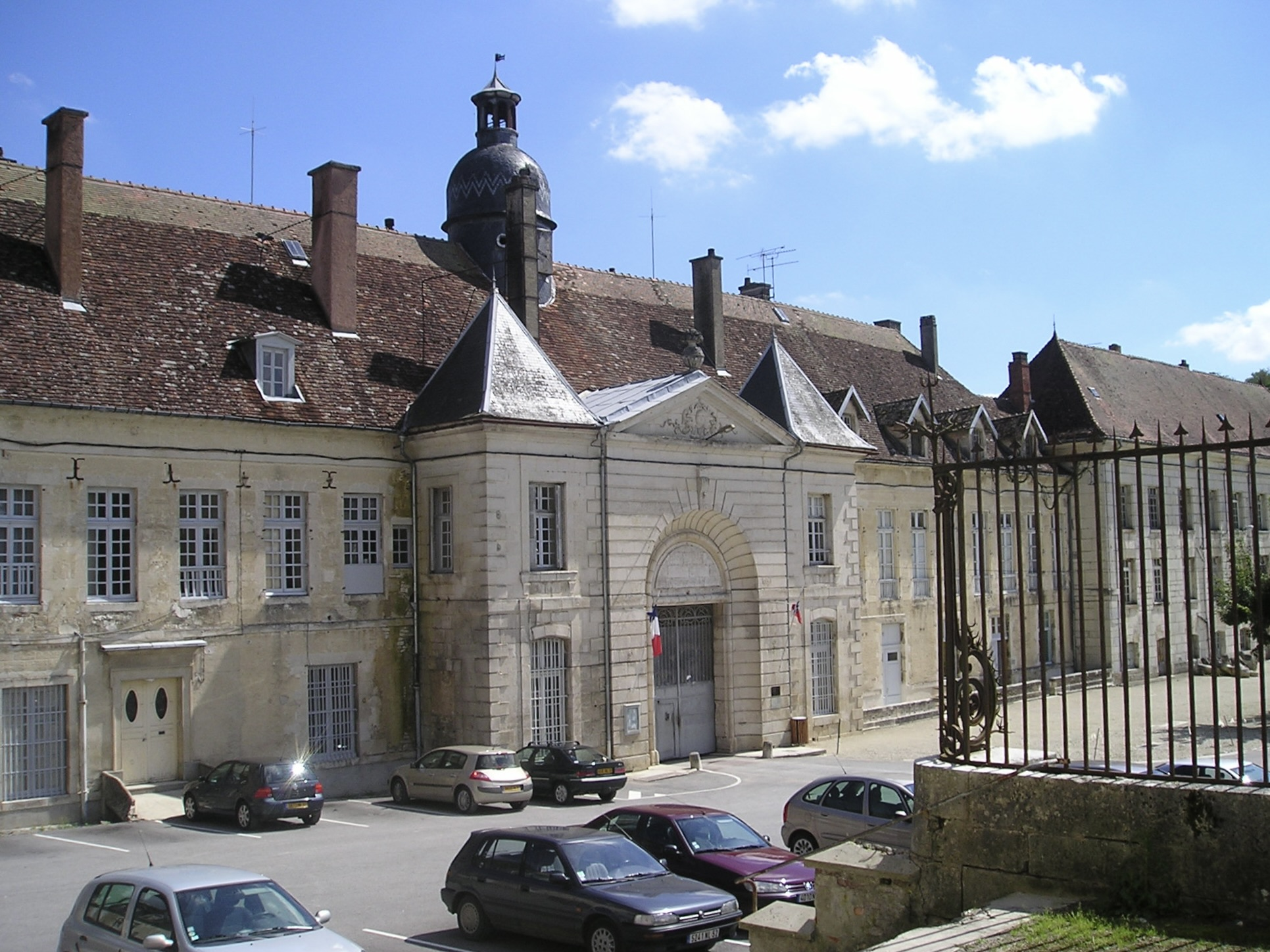
Carlos va estar empresonat a la presó de Clairvaux.

Ramírez va agafar el nom de guerra de Carlos (Carlos Martínez Torres al passaport) quan es va fer membre del Front Popular per a l'Alliberament de Palestina. Més tard el diari britànic The Guardian li assignaria el pseudònim «el Xacal», després que fos trobada entre les seves pertinences la novel·la El Dia del Xacal, de Frederick Forsyth. Ilich Ramírez Sánchez és considerat un terrorista i mercenari per diversos països com França, els Estats Units i Israel i un terrorista en la majoria dels països occidentals. Tanmateix, per certes persones a Veneçuela i en moltes organitzacions i estats àrabs, se'l considera un heroi de la causa palestina i un combatent revolucionari; el mateix president de Veneçuela el va qualificar així. Sánchez és empresonat en la Maison centrale de Poissy. Va ser empresonat també a la presó de Clairvaux, i més recentment a La Santé a París.
El 19 de maig de 2010 es va estrenar en el Festival Internacional de Cinema de Canes la pel·lícula Carlos tot i el rebuig rotund del protagonista criticant la manipulació del seu personatge.